# Фофана, Ибрахим
Ибрахим Фофана (фр. Ibrahima Fofana; род. 1946, Киндиа, Французская Гвинея) — гвинейский футболист, защитник. Участник летних Олимпийских игр 1968 года, Кубка африканских наций 1974 и 1976 годов.

## Биография
Выступал за клуб «Хафия».
В 1968 году главный тренер национальной сборной Гвинеи Наби Камара вызвал Ибрахима на летние Олимпийские игры в Мехико. В своей группе Гвинея заняла последнее четвёртое место, уступив Колумбии, Мексики и Франции. Ибрахим Фофана на турнире сыграл в трёх матчах.
В 1974 году участвовал на Кубке африканских наций, который проходил в Египте. Сборная Гвинеи заняла предпоследнее третье место в своей группе, обогнав Маврикий и уступив Заиру и Конго. Камара сыграл в одной игре данного турнира.
На Кубке африканских наций 1976 года в Эфиопии сборная Гвинеи стала обладателем серебряных наград турнира. Уступив в финальном раунде команде Марокко.

## Достижения
- Серебряный призёр Кубка африканских наций (1): 1976